# Dieren vasútállomás
Dieren vasútállomás vasútállomás Hollandiában, Rheden városában.

## Vasútvonalak
Az állomást az alábbi vasútvonalak érintik:
- Arnhem–Leeuwarden-vasútvonal
- Dieren-Apeldoorn-vasútvonal

## Kapcsolódó állomások
A vasútállomáshoz az alábbi állomások vannak a legközelebb:
- Brummen vasútállomás
- Rheden vasútállomás